# 托尔尼亚卡尔内斯-图库姆斯铁路
托尔尼亚卡尔内斯-图库姆斯铁路是拉脱维亚一条长65（40英里），轨距为1,524毫米（5英尺）的铁路。该铁路线建于19世纪，用于连接里加和图库姆斯。